# Tihániovský kaštel
Tihaniovský kaštel nebo pravopisně starší, ale oficiálně Tihányiovský kaštel je jeden ze tří zámků, které byly v minulosti vybudovány na území obce Kráľová (dnes součást Banské Bystrice).
V současnosti je v kaštelu umístěna přírodovědná expozice Středoslovenského muzea Příroda středního Slovenska.

## Historie zámečku
Zámeček byl vybudován asi počátkem 17. století a dostavěn v 20. letech 17. století. Nejstarší jeho částí je západní křídlo, v místnostech kterého se nacházejí křížové klenby. V roce 1819 byl zámeček přestavěn v klasicistním stylu. Objekt byl upraven i v roce 1830, na což upozorňuje pamětní kovová tabule s textem: "Exaedificavit Theresia Gerhart, 1830" (v překladu: Vybudovala Terezie Gerhartová, 1830). Současná podoba zámečku pochází z přestavby v roce 1896 v novorenesančním stylu. Přestavbami a dostavbami získal zámeček půdorys ve tvaru kříže. V poslední přestavbě byly na severní a jižní straně zámku vybudovány výrazné rizality. Kolem zámečku byl vytvořen park se vzácnými dřevinami, park byl ale v 2. polovině 20. století při výstavbě panelových bytových domů zničen.
V 1. třetině 19. století patřil zámeček rodině Gerhardtovců, pak rodině Tihániovců (v letech 1830 - 1867 jej vlastnil Ignác Tihany, po něm Dionýz Tihany).
Zámeček byl poškozen během druhé světové války, v roce 1947 požár částečně zničil jeho půdní prostory. Budovu v 70. letech dostalo do vlastnictví Krajské vlastivědné muzeum v Banské Bystrici, které v něm zřídilo stálou přírodovědnou expozici. Ta se v kaštelu nachází dodnes.